# رمضان یوسف
رمضان یوسف (انگلیسی: Ramadan Yusef؛ زادهٔ ۱۲ فوریهٔ ۲۰۰۱) بازیکن فوتبال اهل اتیوپی است.
وی همچنین در تیم ملی فوتبال اتیوپی بازی کرده است.